# دهه ۹۰۰ (میلادی)
دهه ۹۰۰ (میلادی) دهه نودم تقویم میلادی است.

## درگذشتگان
‎